# Allogalumna congoensis
Allogalumna congoensis är en kvalsterart som först beskrevs av František Starý 2005.  Allogalumna congoensis ingår i släktet Allogalumna och familjen Galumnidae. Inga underarter finns listade i Catalogue of Life.